# Benny Wendt
Benny Wendt (Norrköping, 4 novembre 1950) è un ex calciatore svedese, di ruolo attaccante.

## Carriera
Giocò per la maggior parte della carriera in Bundesliga, dove ottenne come miglior risultato il terzo posto nelle stagioni 1978-1979 e 1979-1980. Con lo Standard Liegi raggiunse invece la finale di Coppa delle Coppe nel 1981-1982.

## Palmarès

### Club

#### Competizioni nazionali
- Coppa di Svezia: 1

IFK Norrköping: 1969
- Campionato belga: 2

Standard Liegi: 1981-1982, 1982-1983
- Supercoppa del Belgio: 1

Standard Liegi: 1981

#### Competizioni internazionali
- Coppa Piano Karl Rappan: 2

Standard Liegi: 1981, 1982